# Берегись, дама!
«Берегись, дама!» — художественный фильм режиссёра Карен Артур, триллер.
Фильм имеет и другие название — «Леди в опасности» и «Леди, берегись».

## Сюжет
Главная героиня фильма — Катя Ярно, девушка, которая работает оформителем витрин в американском городе Питтсбург. Катя увлечена своими сексуальными фантазиями — это проявляется и в её работе оформителя: многие мужчины тянутся к её витринам.
Но среди них и маньяк-психопат Джек Прайс. Он начинает следить за девушкой, а через некоторое время следуют и его телефонные звонки с угрозами. Однажды когда Катя возвращается домой после встречи с одним журналистом, с которым у неё завязался роман, она к своему удивлению находит у себя дома Джека Прайса…

## В ролях
- Дайан Лейн — Катя Ярно
- Майкл Вудс — Джек Прайс
- Коттер Смит — Мак Одэлл
- Питер Неварджик — Лайнел
- Эдвард Пенн — мистер Тайер
- Тайра Феррелл — Нэн
- Дэвид Крэвфорд — отец Кати
- Дон брокетт — Локсмит
- Рэй Лэйн — доктор
- Клейтон Хилл — первый полицейский офицер
- Бинго О'Мэллей — человек в окне
- Вивека Линдфорс